# Associazione Sportiva Lodigiani 1990-1991
Questa voce raccoglie le informazioni riguardanti l'Associazione Sportiva Lodigiani nelle competizioni ufficiali della stagione 1990-1991.

## Rosa
| N. |                   | Ruolo | Calciatore             |
| -- | ----------------- | ----- | ---------------------- |
|    | Italia (bandiera) | C     | Andrea Agostinelli     |
|    | Italia (bandiera) | C     | Bruno Baldari          |
|    | Italia (bandiera) | D     | Alessandro Battisti    |
|    | Italia (bandiera) | D     | Emanuele Bianchini (I) |
|    | Italia (bandiera) | P     | Paolo Bordoni          |
|    | Italia (bandiera) | P     | Daniele Carrus         |
|    | Italia (bandiera) | C     | Arnaldo Casamonica     |
|    | Italia (bandiera) | C     | Gianni Cavezzi         |
|    | Italia (bandiera) | C     | Ovidio Colucci         |
|    | Italia (bandiera) | C     | Fabrizio Conti         |
|    | Italia (bandiera) | C     | Graziano Del Grande    |
|    | Italia (bandiera) | A     | Giuseppe Delle Donne   |

| N. |                   | Ruolo | Calciatore          |
| -- | ----------------- | ----- | ------------------- |
|    | Italia (bandiera) | D     | Davide Di Battista  |
|    | Italia (bandiera) | D     | Daniele Fortunato   |
|    | Italia (bandiera) | A     | Rodolfo Gentilini   |
|    | Italia (bandiera) | D     | Daniele Lucci       |
|    | Italia (bandiera) | A     | Francesco Marino    |
|    | Italia (bandiera) | D     | Raffaele Perna      |
|    | Italia (bandiera) | D     | Carlo Perrone       |
|    | Italia (bandiera) | A     | Giancarlo Romairone |
|    | Italia (bandiera) | A     | Roberto Romualdi    |
|    | Italia (bandiera) | A     | Massimo Sala        |
|    | Italia (bandiera) | C     | Fabio Sanguedolce   |
|    | Italia (bandiera) | D     | Salvatore Zaffiro   |